# Estación de Celorico de Basto
La Estación Ferroviaria de Celorico de Basto, igualmente conocida como Estación de Celorico de Basto, es una plataforma desactivada de la Línea del Támega, que servía a la localidad de Celorico de Basto, en el Distrito de Braga, en Portugal.

## Historia

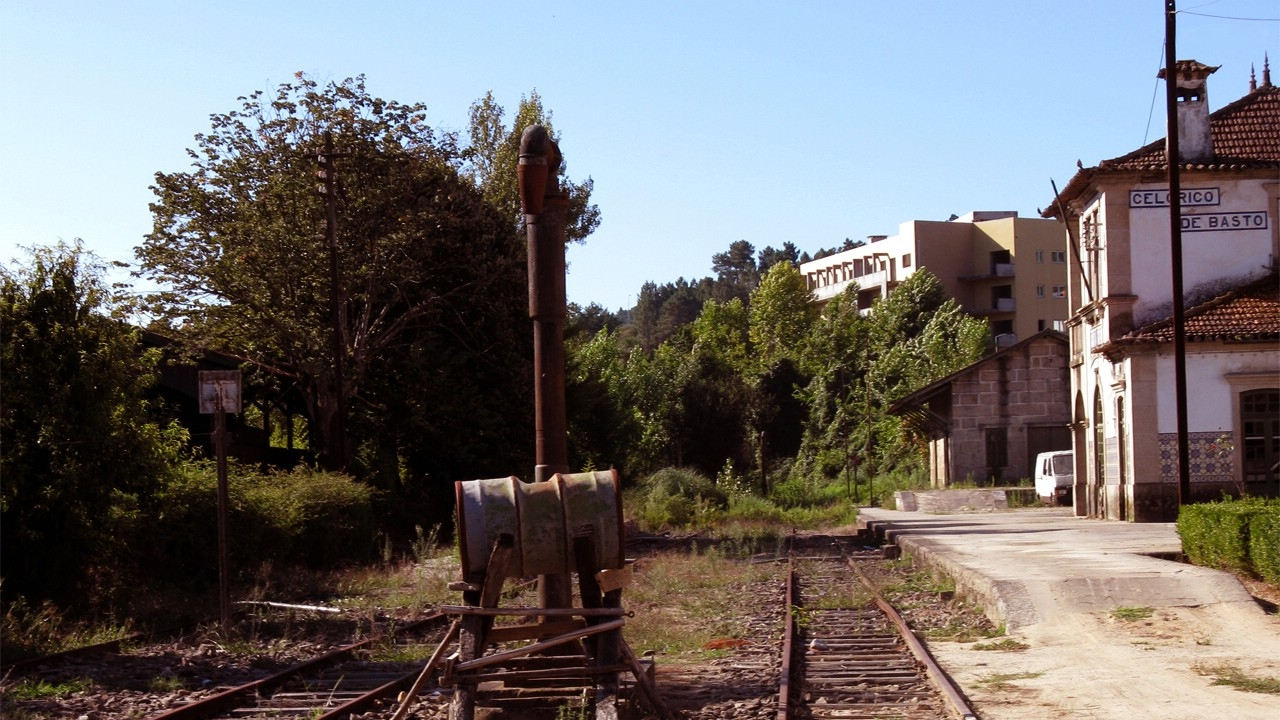
Vista general de la Estación de Celorico, en 2008.

### Construcción e inauguración
Los trabajos de construcción, en el tramo entre Chapa y Celorico de Basto, comenzaron en octubre de 1929. En 1931, ya se encontraba construida la casa para personal en esta estación.
Esta plataforma fue inaugurada, como estación terminal provisional de la línea del Támega, el 20 de marzo de 1932, por la Compañía de los Ferrocarriles del Norte de Portugal.
Para el transporte de los invitados, de varias entidades oficiales y particulares, fueron realizados dos convoyes especiales, uno desde Porto-São Bento hasta Livração, y otro desde aquella estación hasta Celorico de Basto. Después de la inauguración, esta estación pasó a prestar servicios completos en pequeña y gran velocidad, internos y combinados.

### Conexión a Arco de Baúlhe
El tramo siguiente de la Línea del Valle del Tâmega, hasta Arco de Baúlhe, fue inaugurado el 15 de enero de 1949.

### Cierre
En 1990, fue cerrado el tramo entre Amarante y Arco de Baúlhe, donde esta plataforma se encontraba.